# Йотов, Велко
Велко Йотов (болг. Велко Йотов; род. 26 августа 1970 года, София) — болгарский футболист, нападающий.

## Клубная карьера
Велко Николаев Йотов родился 26 августа 1970 года в Софии, Болгария.
Профессиональный дебют Йотова состоялся в 1988 году за команду «Левски», в которой он играл до 1993 года. Затем выступал за испанский «Эспаньол» (1993—1995), аргентинский «Ньюэллс Олд Бойз» (1995—1999), болгарский «Олимпик» (1999), американские «Чарлстон Бэттери» (2000—2001) и «Атланта Силвербэкс» (2002—2005).
Завершил карьеру игрока в 2005 году. В настоящее время работает координатором и тренером в Академии футбола Атланты.

## Карьера в сборной
С 1991 по 1995 год провёл за сборную Болгарии 7 матчей, в которых забил 1 гол. Попал в заявку сборной Болгарии на чемпионат мира 1994 года, однако ни в одном матче участия не принял.

## Достижения
- Орден «Стара-планина» II степени (20 июля 1994 года)[3]
- Почётный гражданин Софии

### Клубные
«Левски»
- Чемпион Болгарии 1992/93
- Двукратный обладатель Кубка Болгарии (1991, 1992)